# Euplocia renigera
Euplocia renigera là một loài bướm đêm trong họ Erebidae.